# مسجد المرادني
مسجد المرادني بشارع صلاح الدين بدمنهور ويرجع تاريخ بنائه الأول إلى قبل عام 740 هجرية /1300 ميلادية، فقد بناه زوج بنت السلطان قلاوون الطنبغا المرادني منذ حوالي السبعة قرون وقد بناه لسيدي محمد المرادني الفرجاني الإدريسي الحسني رضى الله عنه وضريحه المبارك بالمسجد حيث تم تجديده في العصر العثماني استنادا لنقش كتابي موجود على باب المقدم بالمنبر مؤرخ بعام 930 هجرية/1524 ميلادية ثم جدده محمد على باشا مرة أخرى عام 1240 هجرية/1824 ميلادية، وحينها تم بناء المئذنة الموجودة حاليا بالمسجد، وقد ذكر ذلك بنقش كتابي سجل بخط الثلث على العتب الخشبي الذي يعلو المدخل الجنوبي الغربي، والمئذنة والمدخل هما الجزءان المتبقيان من وقت تجديد محمد على وقد بنيا من الآجر الأحمر ومونة القصرمل، وطراز المئذنة عثماني وقمتها قلمية من الخشب مثمنة الأضلاع وبدنها مثمن أيضا به تجويفات معقودة بعقد منكسر.